# Aradus marginatus
Aradus marginatus är en insektsart som beskrevs av Philip Reese Uhler 1893. Aradus marginatus ingår i släktet Aradus och familjen barkskinnbaggar. Inga underarter finns listade i Catalogue of Life.